# Pałac Michajłowski
Pałac Michajłowski (ros. Михайловский дворец) – neoklasycystyczny pałac znajdujący się w Petersburgu. Zbudowany w latach 1819–1825 według projektu Carla Rossiego jako siedziba dla wielkiego księcia Michała Pawłowicza, brata cesarzy Aleksandra I i Mikołaja I. Obecnie główny gmach Muzeum Rosyjskiego.

## Położenie
Kompleks pałacowy położony jest w historycznym centrum Petersburga między rzekami Mojką, Fontanką i Kanałem Gribojedowa, w niedalekiej odległości od Soboru Zmartwychwstania Pańskiego i Zamku Michajłowskiego. Z Newskim Prospektem połączony jest ulicą Michajłowską.

## Projekt

### Początki
Pomysł wybudowania rezydencji dla Wielkiego Księcia Michała Pawłowicza powstał jeszcze za życia jego ojca, imperatora Pawła I, który w 1798 r. zarządził zabezpieczenie funduszy na poczet budowy. Z uwagi na wielkie sumy pochłaniane przez budowę Zamku Michajłowskiego projekt nie wszedł w fazę realizacji. W 1801 r. Paweł został zamordowany w wyniku spisku pałacowego. Do pomysłu wrócił po kilkunastu latach jego następca, Aleksander I, który wyasygnował na ten cel ponad dziewięć milionów rubli.

### Budowa
Na głównego architekta został wyznaczony Carlo Rossi, który czuwał także m.in. nad projektem Budynku Sztabu Generalnego. Wybór miejsca w jakim zostanie wzniesiona rezydencja najmłodszego syna cesarza Pawła nie był od początku przesądzony. Brano pod uwagę np. teren przy placu Isaakijewskim (placu św. Izaaka), gdzie obecnie stoi Pałac Maryjski. Prace przygotowawcze rozpoczęły się w 1817 roku. W kwietniu 1819 r. powołano specjalną komisję mającą czuwać nad budową pałacu. Kamień węgielny położono uroczyście 14 lipca 1819 r., a budowa oficjalnie rozpoczęła się 26 lipca. Budynek został uroczyście otwarty 30 sierpnia 1825 roku. Budowa pałacu pochłonęła 7,6 milionów rubli.

## Kompleks pałacowy

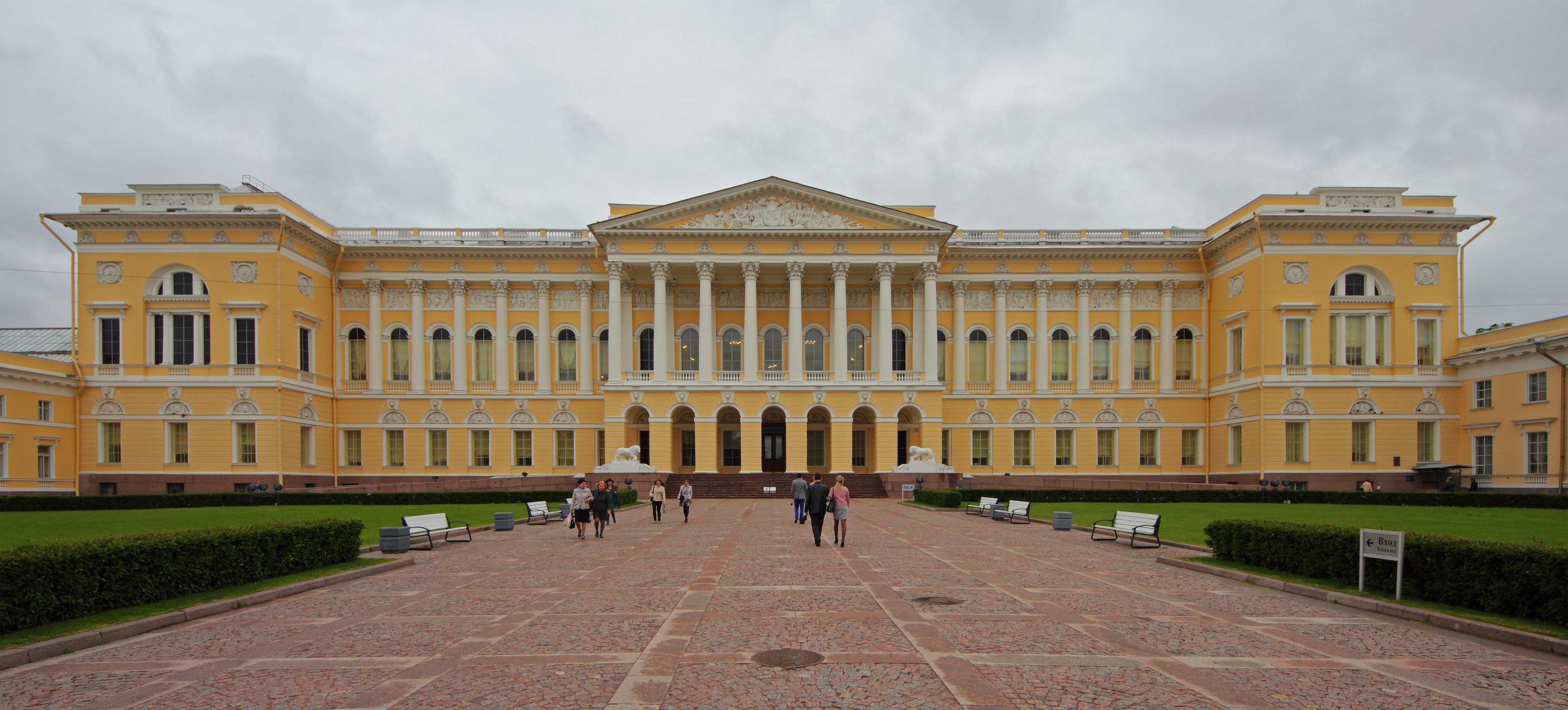
Pałac Michajłowski

### Architektura
Carlo Rossi przemodelował całe otoczenie pałacu, przedłużając niektóre ulice i tworząc ich nowe odnogi. Tak by mimo odmienności w stylach, w sposób harmonijny wpasować nowy obiekt w dotychczasowe zabudowania, tworząc tzw. Plac Sztuk Pięknych. Zgodnie z zamierzeniami architekta Pałac Michajłowski jest doskonale widoczny z Newskiego Prospektu, łączy go z nim ulica Michajłowska. Przed nowym pałacem Rossi stworzył paradny dziedziniec ze skwerem, który od ulicy odgrodzony był metalowym parkanem. Potężna brama wejściowa składa się z czterech masywnych kolumn o ornamentyce militarnej, m.in. włóczni z wieńcami laurowymi i skrzyżowanych mieczy. Całość została zwieńczona złotym dwugłowym orłem. Taka stylistyka miała symbolizować potęgę Armii Imperium Rosyjskiego. Na głównej fasadzie budynku portyk złożony z ośmiu korynckich kolumn podtrzymujących bogato dekorowaną arkadę. Fasada zdobiona scenami mitologicznymi oraz wyobrażeniami z Iliady i Odysei. Tam też znajduje się centralne wejście do kompleksu pałacowego, do którego prowadzą szerokie granitowe schody. Obok nich dwa lwy wykonane z białego marmuru, zwane medycyjskimi. Są one kopią starożytnych lwów, znalezionych w Rzymie w XVI wieku. Po obu krańcach głównej fasady umieszczone zostały ryzality, charakteryzujące się gładkimi ścianami. Między nimi i kolumnadą główną Rossi zaprojektował szereg ciągnących się kolumn o tej samej wysokości.

### Ogrody
Od strony skrzydła północnego znajdują się ogrody, założone także według projektu Rossiego. Przed budową pałacu teren ten zajmowały inne kompleksy parkowo-ogrodowe, najpierw należące do Katarzyny I, żony Piotra I Wielkiego, później wchodzące w skład Pałacu Letniego cesarzowej Elżbiety, a następnie pobliskiego Zamku Michajłowskiego. Ogród zaprojektowany przez Rossiego łączy w sobie dwa typy ogrodów: francuski oraz angielski. Rossi zachował dawny system alejek, zasypał część znajdujących się na tym terenie stawów oraz polecił budowę kilku pawilonów. Jeden z nich znajdował się nad rzeką Mojką, do którego dobudowano przystań. W zamiarze Rossiego Ogród Michajłowski miał idealnie komponować się z północną fasadą pałacową, która miała też być widoczna z Pola Marsowego. Na fasadzie tej architekt główny zaprojektował składającą się z dwunastu kolumn loggię. Po przewrocie bolszewickim Park Ogrodu Michajłowskiego przemianowano oficjalnie na Park imienia Międzynarodowej Organizacji Pomocy Rewolucjonistom.

### Wnętrza
Wnętrza Pałacu Michajłowskiego zostały zaprojektowane przez Carla Rossiego w stylu empire. Były one bogato zdobione rzeźbami, obrazami, dywanami, złoceniami i wyszukaną boazerią. Ściany niektórych pomieszczeń wyłożono adamaszkiem. Sufity ozdabiały kryształowe żyrandole. W głównym westybulu znajduje się reprezentacyjna granitowa klatka schodowa, prowadząca na piętro, ozdobiona 18 białymi korynckimi kolumnami. Na piętrze zyskuje ona stylizacja rzymskiego atrium, a jej sufit dekorowany jest freskami. Piętrowe apartamenty spełniać miały funkcje reprezentacyjne i publiczne. Tu odbywały się oficjalne spotkania rodziny wielkoksiążęcej, tu organizowano też koncerty i przyjęcia. Na uwagę zwraca też tzw. Biała Sala, odznaczająca się szczególną symetrią i harmonią. Długa na 24 metry rozciągała się wzdłuż fasady północnej, dając widok na Ogród Michajłowski. Model Białej Sali został przekazany w darze królowi Wielkiej Brytanii Jerzy IV Hanowerskiemu. Na wyposażenie pałacu specjalnie zamówiono kolekcje porcelanowych serwisów. Po śmierci Michała Pawłowicza (1849 r.) z inicjatywy jego żony w pałacu powstał teatr oraz przypałacowa cerkiew, dokonano też zmiany dekoracji zgodnie z nowymi trendami.

## Historia

### Rezydencja wielkiego księcia

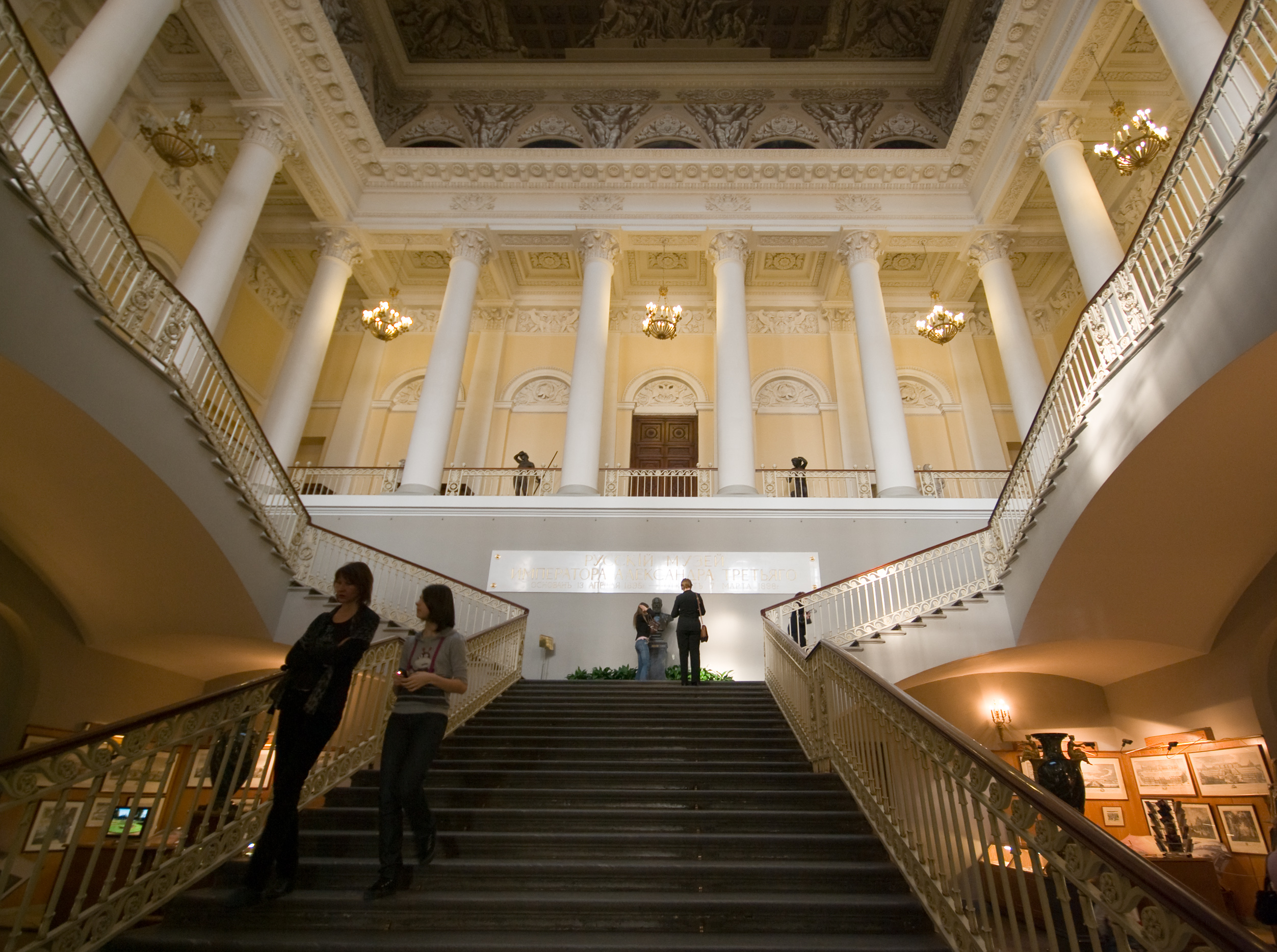
Reprezentacyjna klatka schodowa Pałacu

Pałac Michajłowski został otwarty 11 września 1825 roku, a dzień później sprowadził się do niego wielki książę Michał Pawłowicz wraz z małżonką Heleną oraz córką. Pałac robił wielkie wrażenie. Angielski dyplomata hrabia Granville, który w 1826 r. wizytował Petersburg opisywał go jako budowlę unikatową, która według niego przewyższa wszystko co widział w Tuileries i innych rezydencjach monarszych. Pałac stał się ważnym miejscem na kulturalnej mapie stolicy nad Newą. Co tydzień organizowano koncerty, a wielka księżna wkrótce udostępniła niektóre sale pałacowe uzdolnionym studentom, którzy mogli tutaj pobierać lekcje muzyki. Kilkanaście lat później miały one stać się zalążkiem powstania Konserwatorim Petersburskiego. Wielki Książę Michał, znany z zamiłowania do wojska, spotykał się tutaj z oficerami, stąd prowadził także akcje pomocy weteranom wojennym. Na spotkaniach w pałacu bywali najwięksi twórcy kultury, m.in. Aleksander Puszkin, Fiodor Tiutczew, Wasilij Żukowski, Aleksandr Iwanow, Karl Briułłow, Iwan Ajwazowski, ale także politycy i dyplomaci, np. Otto von Bismarck. Latem Pałac Michajłowski obsługiwało 300 służących, zimą ta liczba zwiększała się do 600. Wielki książę Michał zmarł w 1849 r., a pałac przeszedł na własność jego żony Heleny. Utrzymała ona znaczenie tego miejsca jako ważnego centrum kultury i sztuki. Jej salon nadal był odwiedzany przez muzyków, pisarzy, poetów i polityków. W czasie wojny krymskiej (1853–1856) wielka księżna otwarła w pałacu szpital dla rannych żołnierzy.

### Powolny upadek i powstanie Muzeum Rosyjskiego
Helena Pawłowna zmarła w 1873 r., a Pałac Michajłowski odziedziczyła trzecia córka wielkoksiążęcej pary Katarzyna Michajłowna, po mężu księżna Meklemburgii-Strelitz. Pałac przestał wtedy pełnić swą funkcję kulturalną, a stał się po prostu jedną z miejskich rezydencji rodziny. Utrzymanie pałacu pochłaniało ogromne sumy pieniędzy, dlatego większa jego część stała nieużywana. Katarzyna zmarła tutaj w 1894 r., pozostawiła po sobie trójkę dzieci, Helenę (1857–1936), Jerzego Aleksandra (1859–1909) i Karola Michała (1863–1934), pochodzących ze związku z Jerzym (1824–1876) księciem Mecklenburg-Strelitz, którym zapisała majątek. Prawo dynastyczne rodziny cesarskiej stanowiło jednak, że Pałac Michajłowski musi należeć do rodziny Romanowów. Imperator Aleksander III postanowił więc odkupić pałac od potomków Katarzyny. Plan został wykonany już przez jego syna Mikołaja II. 20 stycznia 1895 r. pałac został oficjalnie odkupiony za cenę 6 milionów rubli. 13 kwietnia 1895 r. Mikołaj II wydał cesarski ukaz, który oficjalnie utworzył Muzeum Rosyjskie im. Jego Cesarskiej Mości imperatora Aleksandra III. Utworzenie muzeum kolekcjonującego sztukę rosyjską wymagało przebudowy budynku. Znaczna część bogatych zdobień pałacowych oraz wnętrz została zniszczona, by przystosować je do przechowywania obrazów i rzeźb. W latach 1895–1898 trwała intensywna przebudowa kompleksu pałacowego. Do dziś tylko niektóre z sal muzealnych Pałacu Michajłowskiego zachowały swój bogaty wystrój. 7 marca 1898 r. odbyło się wielkie otwarcie Muzeum Rosyjskiego.